# Vlotho
Vlotho (pronunciat en alemany [ˈfloːto]) és un municipi del districte de Herford, a l'estat de Rin del Nord-Westfàlia, a Alemanya.

## Geografia
Vlotho es troba al costat del riu Weser, al sud de Wiehengebirge, fent frontera amb Ravensberger Hügelland a l'oest, Lipperland al sud i el Weserbergland a l'est. El riu Weser transcorre a través de la ciutat de l'est al nord separant la part nord-oriental del poble, Uffeln, de la resta. El punt més alt és el Bonstapel.

Divisions del poble

### Divisions del poble
- Exter
- Uffeln
- Valdorf
- Vlotho

## Història
Les primeres referències al Vlotho es remunten a l'any 1185. El 1248, va guanyar el seu estatus de ciutat, però el perdé per motiu de la pestil·lència i de la guerra. Els anys 1600, Vlotho s'anà erigint com una localització industrial, sobretot pel que fa a la indústria del paper. el 1650, Vlotho recuperà el dret a tenir un mercat, i el 1719 tornà a ser una ciutat independent. S'hi construí un port fluvial i així Vlotho esdevingué un important centre de la de la indústria del cigar, la maquinària i el tèxtil. El 1875 s'hi construí així mateix una estació ferroviària, i el 1928 un pont va substituir el ferry a través del Weser. El 1869, Vlotho es va unificar amb les comunitats d'Exter i Valdorf. El 1973, Uffeln es va unir també al municipi de Vlotho.

## Economia
La major part de l'economia local es basa en l'emergent indústria turística.

## Llocs per veure
- Castell de Vlotho (s. XIII)